# Coupe d'Asie de l'Est de football 2008
Navigation
Corée du Sud 2005 Japon 2010
La Coupe d'Asie de l'Est de football 2008 est la 3e édition de la compétition de football opposant les équipes des pays et territoires situés en Asie de l'Est. Elle est organisée par la Fédération de football d'Asie de l'Est (EAFF).
Comme pour les éditions précédentes, les équipes nationales de Chine, de Corée du Sud et du Japon sont automatiquement qualifiées pour la phase finale. Les équipes de Taïwan, de Corée du Nord, de Hong Kong, de Mongolie et de Macao entrent lors du tour préliminaire tandis que les 2 équipes les plus faibles de la confédération, Guam et les Îles Mariannes du Nord doivent disputer un barrage de qualification. À noter que c'est la première apparition de l'équipe des îles Mariannes du Nord de football lors d'une compétition officielle, puisque la fédération a été admise au sein de l'EAFF quelques mois plus tôt.
La phase finale est disputée dans un championnat à quatre, chaque équipe affrontant une seule fois les trois autres. L'équipe qui a le plus de points au classement remporte le trophée.
C'est la Corée du Sud qui remporte la compétition, c'est le deuxième titre après celui gagné en 2003.

## Équipes participantes
| - Engagées au barrage de qualification : - Guam - Îles Mariannes du Nord - Entrent au tour préliminaire : - Hong Kong - Corée du Nord - Mongolie - Macao (Pays organisateur) - Taipei chinois - Entrent directement en phase finale : - Corée du Sud - Japon - Chine (Pays organisateur) |

## Barrage de qualification
| 25 mars 2007 | Îles Mariannes du Nord | 2 - 3 | Guam                             | Oleai Sports Complex, Saipan |  |
|              | McDonald 57e, 75e      |       | Jamison 9e · Pangelinan 65e, 78e |                              |  |

| 1er avril 2007 | Guam                                                                                     | 9 - 0 | Îles Mariannes du Nord | Guam National Football Stadium, Hagatna |                     |
|                | Pangelinan 6e, 21e, 42e, 54e, 61e · Mendoza 56e · Merfalen 57e · Jamison 85e · Calvo 91e |       |                        | Spectateurs : 1 324                     | Spectateurs : 1 324 |

## Tour préliminaire
Guam rejoint les 5 équipes directement qualifiées pour ce tour préliminaire organisé à Macao. Les 6 formations sont réparties en 2 poules de 3 équipes, où chacun rencontre ses adversaires une fois; les premiers sont qualifiés pour la finale, où le vainqueur obtient son billet pour la dernière phase de la compétition, les deuxièmes jouent le match pour la 6e place et les derniers de poule jouent le match pour la 8e place. 

### Poule A
|   | Équipe        | Pts | J | G | N | P | BP | BC | Diff |
| - | ------------- | --- | - | - | - | - | -- | -- | ---- |
| 1 | Corée du Nord | 6   | 2 | 2 | 0 | 0 | 14 | 1  | +13  |
| 2 | Macao         | 1   | 2 | 0 | 1 | 1 | 1  | 7  | -6   |
| 3 | Mongolie      | 1   | 2 | 0 | 1 | 1 | 0  | 7  | -7   |

| 17 juin | Macao         | 0 | 0 | Mongolie |
| 19 juin | Corée du Nord | 7 | 0 | Mongolie |
| 21 juin | Corée du Nord | 7 | 1 | Macao    |

### Poule B
|   | Équipe         | Pts | J | G | N | P | BP | BC | Diff |
| - | -------------- | --- | - | - | - | - | -- | -- | ---- |
| 1 | Hong Kong      | 4   | 2 | 1 | 1 | 0 | 16 | 2  | +14  |
| 2 | Taipei chinois | 4   | 2 | 1 | 1 | 0 | 11 | 1  | +10  |
| 3 | Guam           | 0   | 2 | 0 | 0 | 2 | 1  | 25 | -24  |

| 17 juin | Taipei chinois | 10 | 0 | Guam           |
| 19 juin | Hong Kong      | 1  | 1 | Taipei chinois |
| 21 juin | Hong Kong      | 15 | 1 | Guam           |

### Match pour la8eplace
| 23 juin 2007 | Mongolie | 5 - 2 | Guam | Macau Stadium, Macao                    |
|              |          |       |      | Spectateurs : 100 Arbitrage : Wan Daxue |

### Match pour la6eplace
| 24 juin 2007 | Macao                                             | 2-7   | Taïwan | Estádio Campo Desportivo, Macao           |                                           |
| 15h00        | Geofredo De Sousa Cheung 48e · Leong Chong In 78e | (0-2) | Huang Wei Yi 3e · Feng Pao Hsing 42e · Kuo Chun Yi 52e (pen.) · Chen Po Liang 56e · Lo Chih En 57e 90+1e · Lo Chih An 79e | Spectateurs : 200 Arbitrage : Kim Eui Soo | Spectateurs : 200 Arbitrage : Kim Eui Soo |
| 15h00        | Sou Fai Wong 32e · Lam Ka Pou 50e                 |       | Cheng Yung-Jen 55e | Spectateurs : 200 Arbitrage : Kim Eui Soo | Spectateurs : 200 Arbitrage : Kim Eui Soo |

### Barrage pour la phase finale
| 24 juin 2007 | Corée du Nord  | 1 - 0 | Hong Kong | Macau Stadium, Macao                      |                                           |
|              | Mun In-guk 82e |       |           | Spectateurs : 300 Arbitrage : Kenji Ogiya | Spectateurs : 300 Arbitrage : Kenji Ogiya |

## Phase finale
La Corée du Nord rejoint les 3 équipes qualifiées d'office pour la phase finale, le Japon, la Corée du Sud et la Chine, tenante du titre. Les 4 sélections sont regroupées au sein d'un groupe où chacun joue une fois contre tous ses adversaires. La phase finale est disputée à Chongqing, en Chine.
Le tenant du titre est la Chine.
La 1ère journée voit la victoire de la Corée du Sud sur la Chine, 3-2. Japonais et Nord-Coréens seront sur le score de 1-1. La 2ème journée est plus favorable pour le Japon qui gagne sur la Chine 1-0. Les deux Corées se neutralisent 1-1. La dernière journée est encore décisive. Le Japon et la Corée du Sud se neutralisent 1-1. La Corée du Sud sort vainqueure avec 2 buts marqués de plus que le Japon. La Chine, qui est menée 1-0 par la Corée du Nord, rattrape le score et terminé 3ème en battant la Corée du Nord 3-1. La Corée du Nord finit 4ème, la Chine, 3ème, le Japon, 2ème et la Corée du Sud, 1ère.
|   | Équipe        | Pts | J | G | N | P | BP | BC | Diff |
| - | ------------- | --- | - | - | - | - | -- | -- | ---- |
| 1 | Corée du Sud  | 5   | 3 | 1 | 2 | 0 | 5  | 4  | +1   |
| 2 | Japon         | 5   | 3 | 1 | 2 | 0 | 3  | 2  | +1   |
| 3 | Chine         | 3   | 3 | 1 | 0 | 2 | 5  | 5  | 0    |
| 4 | Corée du Nord | 2   | 3 | 0 | 2 | 1 | 3  | 5  | -2   |

| 17 février | Corée du Sud  | 3 | 2 | Chine         |
|            | Japon         | 1 | 1 | Corée du Nord |
| 20 février | Japon         | 1 | 0 | Chine         |
|            | Corée du Nord | 1 | 1 | Corée du Sud  |
| 23 février | Japon         | 1 | 1 | Corée du Sud  |
|            | Chine         | 3 | 1 | Corée du Nord |

| 17 février 2008 | Corée du Sud                                 | 3 - 2 | Chine                          | Olympic Sports Center, Chongqing              |                                               |
| 15:30           | Park Chu-Young 42e, 63e · Kwak Tae-Hwi 90+1e |       | Zhou Haibin 47e · Liu Jian 61e | Spectateurs : 25 000 Arbitrage : Mohsen Torky | Spectateurs : 25 000 Arbitrage : Mohsen Torky |
| 15:30           | (Rapport)                                    |       |                                | Spectateurs : 25 000 Arbitrage : Mohsen Torky | Spectateurs : 25 000 Arbitrage : Mohsen Torky |

| 17 février 2008 | Japon     | 1 - 1 | Corée du Nord  | Olympic Sports Center, Chongqing                  |                                                   |
| 18:15           | Maeda 81e |       | Jong Tae-se 5e | Spectateurs : 15 000 Arbitrage : Chong Myung-Yong | Spectateurs : 15 000 Arbitrage : Chong Myung-Yong |
| 18:15           | (Rapport) |       |                | Spectateurs : 15 000 Arbitrage : Chong Myung-Yong | Spectateurs : 15 000 Arbitrage : Chong Myung-Yong |

| 20 février 2008 | Japon      | 1 - 0 | Chine | Olympic Sports Center, Chongqing          |                                           |
| 18:15           | Yamase 17e |       |       | Spectateurs : 38 000 Arbitrage : Tae Song | Spectateurs : 38 000 Arbitrage : Tae Song |
| 18:15           | (Rapport)  |       |       | Spectateurs : 38 000 Arbitrage : Tae Song | Spectateurs : 38 000 Arbitrage : Tae Song |

| 20 février 2008                   | Corée du Sud    | 1 - 1 | Corée du Nord   | Olympic Sports Center, Chongqing                 |                                                  |
| 20:45 · Historique des rencontres | Yeom Ki-hun 20e |       | Jong Tae-se 72e | Spectateurs : 20 000 Arbitrage : Horihi Takayama | Spectateurs : 20 000 Arbitrage : Horihi Takayama |
| 20:45 · Historique des rencontres | (Rapport)       |       |                 | Spectateurs : 20 000 Arbitrage : Horihi Takayama | Spectateurs : 20 000 Arbitrage : Horihi Takayama |

| 23 février 2008 | Corée du Sud    | 1 - 1 | Japon      | Olympic Sports Center, Chongqing         |                                          |
| 18:15           | Yeom Ki-hun 15e |       | Yamase 67e | Spectateurs : 29 000 Arbitrage : Tan Hai | Spectateurs : 29 000 Arbitrage : Tan Hai |
| 18:15           | (Rapport)       |       |            | Spectateurs : 29 000 Arbitrage : Tan Hai | Spectateurs : 29 000 Arbitrage : Tan Hai |

| 23 février 2008 | Chine                                         | 3 - 1 | Corée du Nord  | Olympic Sports Center, Chongqing              |                                               |
| 20:45           | Zhu Ting 45e · Wang Tong 55e · Hao Junmin 88e |       | Ji Yun-nam 35e | Spectateurs : 30 500 Arbitrage : Mohsen Torky | Spectateurs : 30 500 Arbitrage : Mohsen Torky |
| 20:45           | (Rapport)                                     |       |                | Spectateurs : 30 500 Arbitrage : Mohsen Torky | Spectateurs : 30 500 Arbitrage : Mohsen Torky |

| Coupe d'Asie de l'Est 2008 Vainqueur Corée du Sud 2e titre |